# Lonely Drifter Karen
Lonely Drifter Karen ist ein Musikprojekt dreier Menschen mit unterschiedlichen musikalischen Hintergründen: von Folk über Dream Pop bis hin zu Dark Cabaret, Experimental, Klassische Musik, Rockmusik und mehr. Die Band besteht aus der in Österreich geborenen Sängerin Tanja Frinta, Pianist und Produzent Marc Melià Sobrevias aus Spanien und dem Italiener Giorgio Fausto Menossi an Schlagzeug und Percussion.

## Geschichte
Nachdem ihre frühere Band Holly May auseinandergegangen war, gründete die Wienerin Tanja Frinta Lonely Drifter Karen als ein Soloprojekt. Als sie später nach Barcelona zog, stießen Menossi und Sobrevias dazu. Zwischen Dezember 2006 und Jänner 2008 nahmen Frinta und Melia ihr Debütalbum Grass is Singing auf, welches 2008 weltweit veröffentlicht wurde. 
Die Bandmitglieder leben zurzeit in Brüssel und Barcelona, wo sie auch ihr zweites Album Fall of Spring aufnahmen, welches am 26. März 2010 in Europa erschien.

## Diskografie

### Alben
- 2008: Grass Is Singing (CD, Crammed Discs)
- 2010: Fall of Spring (CD / Vinyl, Crammed Discs)
- 2012: Poles (CD, Crammed Discs)

### EPs
- 2009: La chouette (Digital EP, Crammed Discs)
- 2008: The Owl Moans Low (7"-EP, Semprini Records / Crammed Discs)
- 2003: Sinsweetime (10" (green artwork) / CD-Single, Fettkakao)

## Videos
- The Owl Moans Low (Regie: Christina Luschin)[1]
- This World Is Crazy (Regie: Miguel Eek)[2]